# Жаксыбаев, Ахат Имантайулы
Жаксыбаев Ахат (Ахметжан) Имантаевич (1940-2021) — казахский писатель

 и переводчик; Заслуженный деятель Республики Казахстан.

## Биография
Родился в 1940 году в городе Павлодаре Павлодарской области КазССР . Происходит из подрода каржас рода суйиндык племени аргын.
После окончания средней школы в 1958-1960 годы работал на шахте в городе Экибастуз. В 1965 году окончил отделение журналистики филологического факультета Казахского государственного университета.
С 1965 по 1967 год работал в республиканской молодежной газете «Лениншіл жас» (ныне «Жас алаш») литературным сотрудником, затем заведующим отдела культуры.
В 1967-1972 годы работал в редакции литературной газеты «Қазақ әдебиеті» корреспондентом, затем заведующим отдела литературы и искусства.
С 1972 по 1993 год работал в редакции журнала «Жулдыз» ответственным секретарем.
С июня 1993 года по ноябрь 1997 года работал главным редактором газеты «Қазақ әдебиеті».
С 20 ноября 1997 года по ноябрь 2000 года – главный редактор журнала «Ақиқат».
С ноября 2000 года по июнь 2005 года - президент открытого акционерного общества «Жас өркен». С 7 июля 2005 года в связи с преобразованием открытого акционерного общества «Жас өркен» в товарищество с ограниченной ответственностью «Жас өркен» - генеральный директор ТОО «Жас өркен».
В феврале 2007 года по собственному желанию освобожден от занимаемой должности и перешел на творческую работу.
С 1971 года член Союза писателей Казахстана.
С 1976 года член правления Союза писателей Казахстана. В 1993 году избран секретарем правления Союза писателей Казахстана.
Автор нескольких книг повестей – «Мои друзья», «Доброе утро», «Белый остров» и романов – «Поединок», «Барьер», «Опора», «Одержимый». В 2006 году была издана книга воспоминаний, путевых записок и размышлений под названием «Люди высоких порывов». В 2010 году вышел роман «Иса ақын» о жизни видного поэта-импровизатора Исы Байзакова. Некоторые из этих книг – «Белый остров», «Поединок», «Барьер» изданы на русском языке. Занимается художественным переводом. Перевел на казахский язык роман Г. Хаггарда «Прекрасная Маргарет», книгу Р. Медведева «Они окружали Сталина», повести В. Астафьева, А. Сергеева, и А. Алимжанова.
В 1978 году награжден Почетной Грамотой Верховного Совета Казахской ССР.
В 1991 году присвоено почетное звание «Заслуженный работник культуры Казахской ССР».
В 2002 году награжден медалью «Ерен еңбегі үшін».
Указом Президента от 7 декабря 2007 года присвоено почетное звание «Заслуженный деятель Республики Казахстан».
В 2012 году за роман «Иса ақын» удостоен международной литературной премии «Алаш».
Указом Президента от 5 декабря 2016 года награжден орденом «Парасат».
Решением областного маслихата от 25 июля 2018 года удостоен звания Почетный гражданин Павлодарской области.
Женат. Имеет двоих детей.
Скончался 26 мая 2021 в следствии болезни на 81-м году жизни.